# Rudolf Kaiser (Flugzeugkonstrukteur)
Rudolf Kaiser (* 10. September 1922 in Waldsachsen; † 11. September 1991 in Poppenhausen) war ein deutscher Segelflugzeugkonstrukteur.

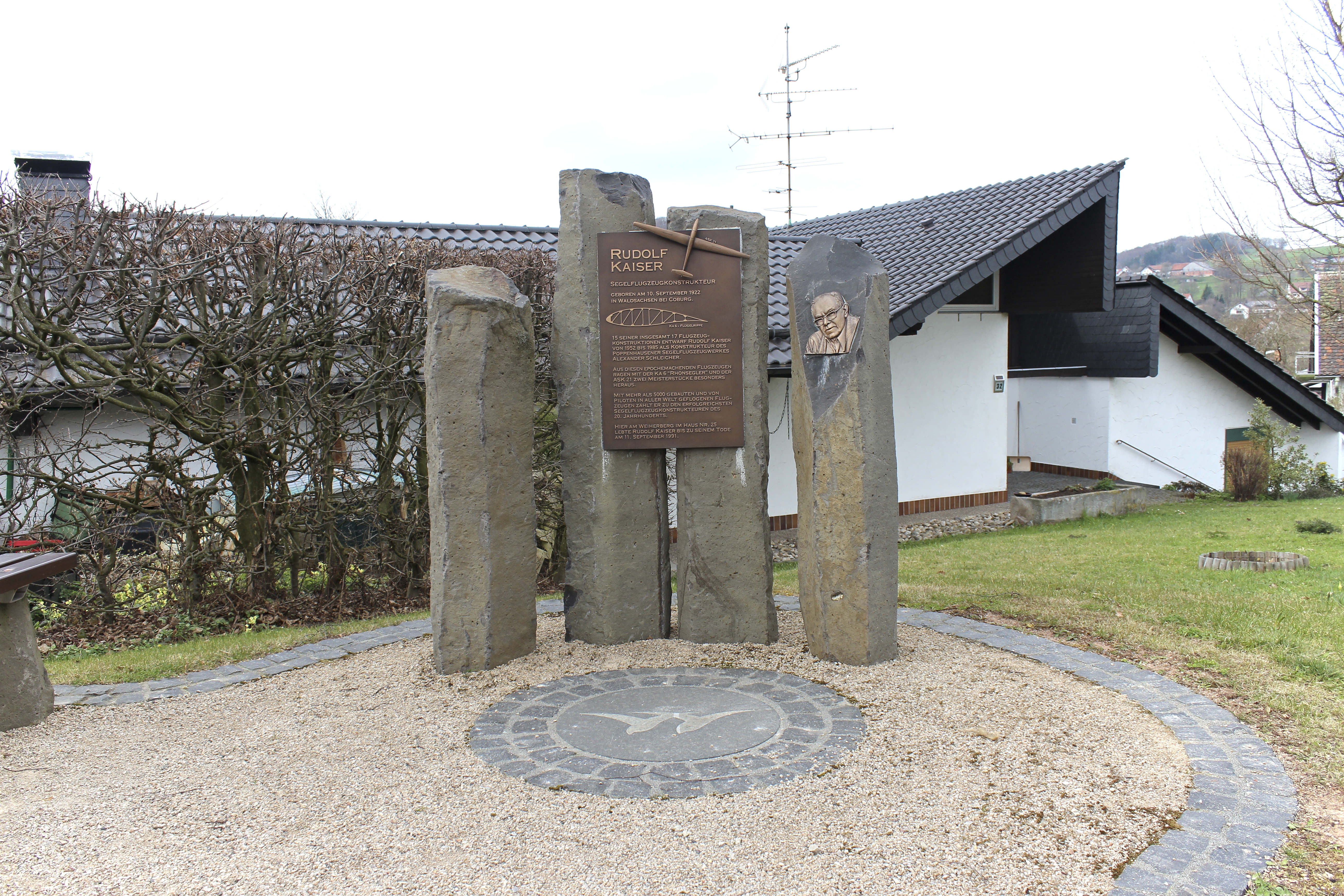
Rudolf Kaiser Denkmal in Poppenhausen

## Jugend und Ausbildung
Rudolf Kaiser wuchs als einziger Sohn einer Metzgerfamilie in Waldsachsen bei Coburg auf. Die Nähe des Elternhauses zum Flugplatz Coburg war einer der Gründe für seine bereits in jungen Jahren ausgeprägte Flugbegeisterung. Bereits mit zwölf Jahren begann er Flugmodelle sowie einen Hängegleiter zu bauen. Kaiser besuchte das Gymnasium, mit dem Ziel später Flugzeugbauer zu werden, was nicht dem Willen seines Vaters entsprach. Im Jahr 1937 begann er Gleitflugzeuge zu fliegen und legte vor Kriegsbeginn seine A- und B-Prüfung ab. Nach Abitur und Reichsarbeitsdienst wurde Kaiser zur Wehrmacht eingezogen, konnte jedoch noch 1942 erfolgreich die C-Prüfung für den Segelflug ablegen.
Nach dem Krieg besuchte Kaiser die Staatsbauschule in Coburg, wo er 1952 erfolgreich seine Prüfung zum Tiefbauingenieur ablegte. Im Jahr 1950 gehörte er zu den Gründungsmitgliedern des Aero-Clubs Coburg.

## Flugzeugkonstrukteur
Noch vor der Wiederzulassung des Segelflugs in Deutschland baute Kaiser in seiner Wohnung und auf dem Boden einer Scheune sein erstes eigenes Flugzeug. Die zunächst nur für den eigenen Bedarf entwickelte Ka 1 hatte an Ostern 1952 ihren Erstflug auf der Wasserkuppe. Kaiser hat während seiner Studienzeit keiner Akaflieg (Akademischen Fliegergruppe) angehört und sich bezüglich der Konstruktion von Flugzeugen fast alle Grundlagen als Autodidakt angeeignet. Als Berater stand ihm der Ingenieur und Prüfer Walter Stender zur Seite, der später für die Firma Dornier tätig war.
Zur Jahreswende 1952/53 erarbeitete Kaiser für die Firma Alexander Schleicher in Poppenhausen den für Schulung und Streckenflug gedachten Doppelsitzer Ka 2. Gleichzeitig überarbeitete er den Rumpf der Ka 1, da die Holzkonstruktion viele Amateurbauer abschreckte und brachte eine Version mit bespanntem Stahlrohrrumpf als Bausatz auf den Markt. Die Maschine erhielt die Bezeichnung Ka 3.
Neben seinem Engagement bei Schleicher arbeitete Kaiser von 1952 bis 1953 auch für die Firma Scheibe-Flugzeugbau GmbH aus Dachau bei München. Dort konstruierte er den Scheibe Spatz und in den Jahren 1953 bis 1955 den auch als Ka 5 bezeichneten Scheibe Zugvogel.
Im Jahr 1955 zu wechselte Kaiser endgültig zu Schleicher und schuf mit der Ka 4 Rhönlerche II eines der erfolgreichsten Schulungsflugzeuge der Nachkriegszeit, welches weite Verbreitung bei Luftsportvereinen im In- und Ausland erfuhr.
Zunächst für Kaisers privaten Gebrauch und die Anforderungen des Gold-C Leistungsabzeichens entwickelt, wurde 1955 die Ka 6 Rhönsegler gebaut. Nach der Reorganisation der Wettbewerbsklassen für die Segelflugweltmeisterschaft 1958 in Leszno, modifizierte Kaiser seinen Entwurf gemäß den Bestimmungen der neu entstandenen Standardklasse in Form der Ka 6B bzw. Ka 6BR. Sehr gute Leistungen bei Wettbewerben, insbesondere die beiden vorderen Plätze bei der Segelflugweltmeisterschaft in Köln-Butzweilerhof 1960, führten zu einer hohen Nachfrage und machten die Schleicher Ka 6 zu einem weitverbreiteten Leistungssegelflugzeug. Die Weiterentwicklungen Ka 6CR und Ka 6E dominierten noch bis Mitte der 1960er Jahre und dem Aufkommen der Kunststoffsegelflugzeuge die Standardklasse.
Für den Schulungsbetrieb modifizierte Kaiser bereits 1957 die Ka 2 mit einem Stahlrohrrumpf, woraus die K 7 Rhönadler und der aus ihr abgeleitete Schulungs-Einsitzer K 8 entstanden. Das gleich Konzept wurde später auch beim Schulungsdoppelsitzer ASK 13 und der ASK 18 angewandt, die ebenfalls noch in Gemischtbauweise entstanden, wobei die ASK 18 kein Verkaufserfolg wurde.
Mit der K 11 versuchte sich Rudolf Kaiser erstmals als Konstrukteur eines Motorseglers, der aus dem zweiten Prototyp des Kleinseglers K 9 entstand. Später folgte mit der K 12/ ASK 14 ein weiterer einsitziger Motorsegler. Die Verkaufszahlen der doppelsitzigen ASK 16 blieben hinter den Erwartungen zurück und diese konnte sich letztendlich nicht gegen die Konkurrenz der bei Scheibe Flugzeugbau hergestellten Motorsegler durchsetzen.
Nachdem mit Gerhard Waibel die Kunststoffbauweise Einzug in den Segelflugzeugbau bei Schleicher hielt, konstruierte Kaiser 1977 sein erstes GFK-Flugzeug, die ASK 21. Zunächst wie seine Vorgänger in Gemischtbauweise geplant, entstand mit ihr schließlich eines der bis heute meistgebauten Schulungsflugzeuge. Sie fand weite Verbreitung und wird bis heute (Stand 2025) produziert. Der dazu passende Schulungs-Einsitzer ASK 23 wurde wenig später konstruiert und konnte 1983 eingeflogen werden. Er war Kaisers letzte Arbeit für die Firma Schleicher.

### Namenskürzel Ka, K und ASK
Die unterschiedliche Schreibweise von Ka bis zur Ka 6 und K ab der K 7 erklärt sich dadurch, dass der Flugzeugkonstrukteur Albert Kalkert Kaiser darauf hinwies, das Kürzel Ka schon während des Krieges für seine Konstruktionen bei der Gothaer Waggonfabrik, beispielsweise bei der Kalkert Ka 430 verwendet zu haben. Kaiser verwendete deshalb ab der K 7 das Kürzel K.

## Ehrungen
- OSTIV-Award für das beste Standardklassen-Segelflugzeug (Schleicher Ka 6BR) bei der Segelflugweltmeisterschaft 1958 in Leszno.
- Zu seinem 20. Todestag wurde unweit seines ehemaligen Wohnhauses in Poppenhausen ein aus vier Basaltstelen bestehendes Denkmal mit einer Gedenktafel eingeweiht.[1]